# Amidou Diop
Amidou Diop (Missirah, 25 febbraio 1992) è un calciatore senegalese, centrocampista del TB Tvøroyri.

## Carriera
Diop ha cominciato la carriera in Senegal, con la maglia del Diambars. Il 22 agosto 2014 è stato ingaggiato dai norvegesi del Molde. Ha esordito in Eliteserien il successivo 2 novembre, subentrando ad Etzaz Hussain nella sconfitta per 2-0 arrivata sul campo dello Strømsgodset.
Il 31 marzo 2015, Diop è passato al Mjøndalen con la formula del prestito. Ha debuttato con questa casacca il successivo 6 aprile, impiegato da titolare nella vittoria per 1-0 sul Viking. A luglio 2015 ha fatto ritorno al Molde per fine prestito.
Il 18 marzo 2016 è stato ceduto con la medesima formula al Kristiansund BK, in 1. divisjon. Ha esordito in squadra 4 aprile, schierato titolare nella sconfitta per 3-1 arrivata in casa del Mjøndalen. L'8 maggio sono arrivate le prime reti, con una doppietta nel 3-1 inflitto Ranheim. Terminato il prestito, ha ancora fatto ritorno al Molde.
Il 1º agosto 2017 è stato ingaggiato dal Kristiansund BK, stavolta a titolo definitivo: ha firmato un contratto valido fino al 31 dicembre 2019.
Il 15 gennaio 2020, da svincolato, ha siglato un accordo valido per il successivo anno e mezzo con i turchi dell'Adanaspor.
Il 30 giugno 2020 ha fatto ancora una volta ritorno al Kristiansund BK, con cui ha firmato un contratto fino al 31 dicembre 2022.
Svincolato al termine di questo accordo, in data 3 febbraio 2023 è stato ingaggiato dall'Aalesund, firmando un contratto biennale.
Il 22 agosto 2024 è passato al Sarpsborg 08, con un accordo valido fino al termine della stagione.

## Statistiche

### Presenze e reti nei club
Statistiche aggiornate al 22 agosto 2024.
| Stagione               | Club                   | Campionato             | Campionato | Campionato | Coppe nazionali | Coppe nazionali | Coppe nazionali | Coppe continentali | Coppe continentali | Coppe continentali | Supercoppe | Supercoppe | Supercoppe | Totale | Totale |
| Stagione               | Club                   | Comp                   | Pres       | Reti       | Comp            | Pres            | Reti            | Comp               | Pres               | Reti               | Comp       | Pres       | Reti       | Pres   | Reti   |
| ---------------------- | ---------------------- | ---------------------- | ---------- | ---------- | --------------- | --------------- | --------------- | ------------------ | ------------------ | ------------------ | ---------- | ---------- | ---------- | ------ | ------ |
| 2010-2011              | Diambars               | L2                     | ?          | ?          | CS              | ?               | ?               | -                  | -                  | -                  | -          | -          | -          | ?      | ?      |
| 2011-2012              | Diambars               | L1                     | 11         | 0          | CS              | ?               | ?               | -                  | -                  | -                  | -          | -          | -          | 11+    | 0+     |
| 2013                   | Diambars               | L1                     | 27         | 8          | CS              | ?               | ?               | -                  | -                  | -                  | -          | -          | -          | 27+    | 8+     |
| 2013-2014              | Diambars               | L1                     | ?          | ?          | CS              | ?               | ?               | CCL                | 2                  | 0                  | -          | -          | -          | 2+     | 0+     |
| Totale Diambars        | Totale Diambars        | Totale Diambars        | 38+        | 8+         |                 | ?               | ?               |                    | 2                  | 0                  |            | -          | -          | 40+    | 8+     |
| ago.-dic. 2014         | Molde                  | ES                     | 1          | 0          | CN              | 0               | 0               | UEL                | -                  | -                  | -          | -          | -          | 1      | 0      |
| gen.-lug. 2015         | Mjøndalen              | ES                     | 10         | 0          | CN              | 3               | 0               | -                  | -                  | -                  | -          | -          | -          | 13     | 0      |
| lug. 2015-mar. 2016    | Molde                  | ES                     | 0          | 0          | CN              | 0               | 0               | UEL                | 1                  | 0                  | -          | -          | -          | 1      | 0      |
| mar.-lug. 2016         | Kristiansund BK        | 1D                     | 14         | 6          | CN              | 1               | 1               | -                  | -                  | -                  | -          | -          | -          | 15     | 7      |
| lug.-dic. 2016         | Molde                  | ES                     | 8          | 0          | CN              | -               | -               | -                  | -                  | -                  | -          | -          | -          | 8      | 0      |
| gen.-ago. 2017         | Molde                  | ES                     | 2          | 0          | CN              | 2               | 0               | -                  | -                  | -                  | -          | -          | -          | 4      | 0      |
| Totale Molde           | Totale Molde           | Totale Molde           | 11         | 0          |                 | 2               | 0               |                    | 1                  | 0                  |            | -          | -          | 14     | 0      |
| ago.-dic. 2017         | Kristiansund BK        | ES                     | 6          | 0          | CN              | 1               | 0               | -                  | -                  | -                  | -          | -          | -          | 7      | 0      |
| 2018                   | Kristiansund BK        | ES                     | 24         | 1          | CN              | 2               | 0               | -                  | -                  | -                  | -          | -          | -          | 26     | 1      |
| 2019                   | Kristiansund BK        | ES                     | 27         | 1          | CN              | 2               | 0               | -                  | -                  | -                  | -          | -          | -          | 29     | 1      |
| gen.-giu. 2020         | Adanaspor              | 1L                     | 11         | 0          | CT              | -               | -               | -                  | -                  | -                  | -          | -          | -          | 11     | 0      |
| giu.-dic. 2020         | Kristiansund BK        | ES                     | 18         | 0          | -               | -               | -               | -                  | -                  | -                  | -          | -          | -          | 18     | 0      |
| 2021                   | Kristiansund BK        | ES                     | 27         | 0          | CN              | 1               | 0               | -                  | -                  | -                  | -          | -          | -          | 28     | 0      |
| 2022                   | Kristiansund BK        | ES                     | 28         | 4          | CN              | 2               | 0               | -                  | -                  | -                  | -          | -          | -          | 30     | 4      |
| Totale Kristiansund BK | Totale Kristiansund BK | Totale Kristiansund BK | 144        | 12         |                 | 9               | 1               |                    | -                  | -                  |            | -          | -          | 153    | 13     |
| 2023                   | Aalesund               | ES                     | 25         | 0          | CN              | 2               | 0               | -                  | -                  | -                  | -          | -          | -          | 27     | 0      |
| gen.-ago. 2024         | Aalesund               | 1D                     | 8          | 0          | CN              | 2               | 0               | -                  | -                  | -                  | -          | -          | -          | 10     | 0      |
| Totale Aalesund        | Totale Aalesund        | Totale Aalesund        | 33         | 0          |                 | 4               | 0               |                    | -                  | -                  |            | -          | -          | 37     | 0      |
| ago.-dic. 2024         | Sarpsborg 08           | ES                     | 5          | 0          | CN              | -               | -               | -                  | -                  | -                  | -          | -          | -          | 5      | 0      |
| 2025                   | TB Tvøroyri            | FD                     | 0          | 0          | CF              | 0               | 0               | -                  | -                  | -                  | -          | -          | -          | 0      | 0      |
| Totale                 | Totale                 | Totale                 | 252+       | 20+        |                 | 18+             | 1+              |                    | 3                  | 0                  |            | -          | -          | 273+   | 21+    |